# Bisdom Frederico Westphalen
Het bisdom Frederico Westphalen (Latijn: Dioecesis Vestphaleniana) is een rooms-katholiek bisdom met als zetel Frederico Westphalen, in Brazilië. Het bisdom is suffragaan aan het aartsbisdom Passo Fundo.

## Geschiedenis
Het bisdom werd opgericht op 22 mei 1961, uit delen van de bisdommen Passo Fundo en Santa Maria, en was suffragaan aan het aartsbisdom Porto Alegre. Op 13 april 2011 wisselde het van kerkprovincie en werd suffragaan aan het aartsbisdom Passo Fundo.

## Parochies
Het bisdom had in 2021 een oppervlakte van 11.473 km2 en telde 467.000 inwoners waarvan 77,7% rooms-katholiek was.

## Bisschoppen
- João Aloysio Hoffmann (26 maart 1962 - 27 mei 1971)
- Bruno Maldaner (27 mei 1971 - 12 december 2001)
- Zeno Hastenteufel (12 december 2001 - 28 maart 2007)
- Antônio Carlos Rossi Keller (11 juni 2008 - heden)

Passo Fundo (aartsbisdom) · Erexim · Frederico Westphalen · Vacaria